# Asphalt-Cowboy
Asphalt-Cowboy (Originaltitel: Midnight Cowboy) ist ein US-amerikanisches Filmdrama aus dem Jahr 1969 von John Schlesinger mit Dustin Hoffman und Jon Voight in den Hauptrollen. Vorlage war der Roman Midnight Cowboy (deutscher Buchtitel: Mitternachts-Cowboy oder auch Rodeo der Nacht) aus dem Jahr 1965 von James Leo Herlihy. Der Oscar-prämierte Film stellt bewusst Antihelden in den Mittelpunkt und gilt als Klassiker des „New Hollywood“.

## Handlung
Joe Buck ist 28, lebt in einer Kleinstadt in Texas und arbeitet dort als Tellerwäscher. Eines Tages packt er seinen Koffer, verkleidet sich als Cowboy und kündigt den Job, um im Greyhound-Bus nach New York zu fahren. Dort, glaubt der naive Sonnyboy, könne er als Gigolo Erfolg haben, indem er das Angenehme mit dem Nützlichen verbindet und gelangweilten New Yorker Ladies gegen Geld seine Dienste anbietet. Der unerfahrene und gutgläubige Texaner verliert in New York jedoch sein Geld, anstatt welches zu verdienen. Anbahnungsversuche mit Frauen scheitern. Mit einer landet er zwar im Bett, allerdings geht die Frau davon aus, selbst Geld dafür zu bekommen. Als sie in Tränen ausbricht, gibt er der alternden Prostituierten zwanzig Dollar. In einem Lokal trifft Joe auf den heruntergekommenen, hinkenden Kleinganoven Rizzo (genannt „Ratso“). Dieser behauptet, einen Mann zu kennen, der Joe beim Einstieg ins Sex-Business helfen könne. Joe ist dieser Tipp zwanzig Dollar wert, der vermeintliche Insider stellt sich aber als durchgedrehter religiöser Fanatiker heraus. Unterdessen ist Rizzo mit dem letzten Geld von Joe verschwunden. Joe muss daraufhin sein Hotelzimmer aufgeben, das er sich jetzt nicht mehr leisten kann. Notgedrungen verlegt er sich auf homosexuelle Dienstleistungen, was gleichfalls schon im Ansatz fehlschlägt; ein erster junger Kunde kann nicht bezahlen.
Eines Tages trifft Joe, mittlerweile schon recht abgerissen und von Hunger geplagt, wieder auf Rizzo, aber anstatt ihn zu verprügeln, wie er es vorhatte, nimmt er dessen Hilfe an und zieht, da er ja selbst keine Bleibe mehr hat, in dessen kalte, dreckige Behausung in einem abbruchreifen Haus.
In Rückblenden sind immer wieder Joes Erinnerungen an seine Vergangenheit in Texas zu sehen. Er wuchs bei seiner Großmutter Sally auf, die starb, als er beim Militär war. Als Kind wurde er in einem Fluss christlich getauft, er verbindet jedoch mit der Religion keine guten Gefühle. Eine Zeitlang hatte er eine Freundin namens Annie, die auch die verrückte Annie (Crazy Annie) genannt wurde. Eines Tages wurden Annie und er von einer Gruppe junger Männer vergewaltigt, worauf Annie „verrückt“ wurde und später in eine psychiatrische Anstalt eingeliefert werden musste.
Joe und Rizzo erleben in New York einige Großstadtabenteuer. Die Situation scheint sich aufzuhellen, als Joe auf einer Party eine Frau kennenlernt, die ihn für seinen Liebesdienst bezahlt und sogar einen Anschlussauftrag vermittelt, der allerdings platzt. Joe und Rizzo träumen von Florida. Joe würde dort sicher mehr Erfolg bei Frauen haben, wie sie glauben, und das warme Klima könnte auch dem inzwischen schwer tuberkulosekranken Rizzo Linderung verschaffen, der nun so bald wie möglich nach Florida fahren will. Um das nötige Geld zusammenzubekommen, beraubt Joe einen Vertreter aus Chicago, der ihn auf sein Hotelzimmer mitgenommen hat, und schlägt ihn nieder. Schließlich nehmen die beiden einen Bus nach Miami. Bei einem Zwischenstopp kauft Joe neue Kleidung und wirft seine Cowboy-Kluft in den Müll. Doch wenige Minuten vor Ankunft am ersehnten Ziel stirbt Rizzo im Bus.

## Hintergrund
- Der Film ist unter anderem für die Szene bekannt, in der Rizzo beim Überqueren einer Straße fast von einem Taxi angefahren wird und daraufhin den Fahrer anschreit “I’m walking here! I’m walking here!” (eigentlich „Ich gehe hier! Ich gehe hier!“, in der deutschen Synchronisation hört man jedoch „Wenn ich gehe, hast du Pause!“). Vom American Film Institute wurde diese Zeile in einer 2005 veröffentlichten Liste der 100 besten Filmzitate aus US-Filmen auf Platz 27 gewählt. Dustin Hoffman behauptete in Interviews, die Szene sei eine spontane Improvisation gewesen, auf dem Audio-Kommentar der DVD stellt Produzent Jerome Hellman jedoch klar, dass der Taxifahrer ein Komparse war, die Szene im Drehbuch stand und auch mehrfach geprobt wurde.[4]
- Das American Film Institute setzte Asphalt-Cowboy in einer 2007 veröffentlichten Liste der 100 besten US-Filme auf Platz 43. 1994 wurde der Film in das National Film Registry der Library of Congress aufgenommen.
- Der Film war bei seiner ersten Kinoauswertung 1969 X-rated. Damit ist Asphalt-Cowboy der erste (und letzte) Film, der die gleiche Altersfreigabe wie ein pornografischer Film hatte und einen Oscar in der Kategorie Bester Film erhielt. 1971 wurde die Altersfreigabe in die neu eingeführte Kategorie R-rated geändert, die für Minderjährige die Begleitung eines Erwachsenen vorschreibt.
- Die deutsche Video-Erstausgabe war rund 108 Minuten lang und wurde von der FSK ab 18 Jahren freigegeben; die heutige PAL-DVD mit ebenfalls ca. 108 Minuten Lauflänge ist bereits ab 16 Jahren freigegeben.
- Berühmt wurde der Song Everybody’s Talkin’ von Harry Nilsson, der im Film mehrfach anklingt.
- In der Party-Szene spielen unter anderem Viva und Ultra Violet mit, sogenannte „Andy-Warhol-Superstars“.[5] Laut Produzent Jerome Hellman wurden während der Dreharbeiten der psychedelischen Party auch tatsächlich große Mengen Marihuana konsumiert.[4]
- Jennifer Salt, die die Rolle der Annie spielt, ist die Tochter von Drehbuchautor Waldo Salt, der in dem Film selbst einen kurzen Gastauftritt als Joe Pyne in einer TV-Show hat; zudem ist er die Stimme am Telefon, als Cass in Anwesenheit von Joe telefoniert.[4]
- Für Jon Voight war der Film der Durchbruch als Filmschauspieler. Die Rolle wirkte sich auch auf sein Privatleben aus, da er sich während der Dreharbeiten in seine Kollegin Jennifer Salt verliebte und mit ihr danach eine Beziehung hatte.[4]
- Der Kinostart des Films in der Bundesrepublik Deutschland war am 18. Juli 1969, die Fernseh-Erstausstrahlung am 17. Juni 1974 um 21.15 Uhr im ZDF.[6][7]

## Kritiken
„Regisseur John Schlesinger gelang mit seinem mehrfach Oscar-prämierten Drama eine nachhaltige Kritik am amerikanischen Way of Life und der Gleichgültigkeit der Gesellschaft. Seine Stars Jon Voight und Dustin Hoffman setzten sich in den Hauptrollen ebenfalls Denkmäler und wurden immerhin für Oscars nominiert. Mutig, wie Schlesinger sich seinerzeit sogar an das Thema Homosexualität heranwagte. Der erste Film, der das damals neu eingeführte X-Rating erhielt.“

„John Schlesinger benutzt diese Bekehrungsgeschichte zur Kritik am amerikanischen ‚way of life‘, an der Gleichgültigkeit der Massengesellschaft. Der im Dialog krasse Film trifft Atmosphäre und Milieu glaubwürdig, in der psychologischen Zeichnung ist er weniger überzeugend.“

„Der Film ist im Drehbuch und in der Darstellung nicht frei von Sentimentalitäten, aber das Gefühl der Liebe – im christlichen Sinn – zwischen diesen beiden sozialen Außenseitern wurde ergreifend dargestellt.“

„Brillanter Film John Schlesingers, der Sozialkritik mit Unterhaltungselementen mischt und trotz innerer Widersprüche aufgeschlossenen Zuschauern ab 18 zu empfehlen ist.“

## Auszeichnungen
Bei der Oscarverleihung 1970 gewann der Film den Preis in den Kategorien Bester Film, Beste Regie und Bestes adaptiertes Drehbuch. Vier weitere Nominierungen erhielten Dustin Hoffman und Jon Voight als beste Hauptdarsteller, Sylvia Miles als beste Nebendarstellerin und Hugh A. Robertson für den besten Schnitt. Bei der Verleihung der Golden Globes gewann Jon Voight 1970 den Preis als vielversprechendster Nachwuchsdarsteller (“Most Promising Newcomer – Male”). In sechs weiteren Kategorien war der Film nominiert.
Der Film nahm 1969 am Wettbewerb der Berlinale teil und wurde dort zum Publikumsliebling. Er war für einen Goldenen Bären nominiert und gewann einen „OCIC Award“. Der Film gewann 1970 zudem in den Kategorien Bestes Drama, Bester Hauptdarsteller in einem Drama (Dustin Hoffman) und Bester Nachwuchsdarsteller (Jon Voight) jeweils einen Laurel Award.

## Synchronisation
Die Synchronfassung entstand anlässlich der deutschen Kinopremiere des Films. Eine deutschsprachige Audiodeskription des Films entstand im Jahr 2001. Sie wurde von Doris Wolters gesprochen und von Arte produziert.
| Rolle                          | Schauspieler   | Synchronsprecher       |
| ------------------------------ | -------------- | ---------------------- |
| „Ratso“ Rizzo                  | Dustin Hoffman | Herbert Stass          |
| Joe Buck                       | Jon Voight     | Uwe Friedrichsen       |
| Shirley                        | Brenda Vaccaro | Beate Hasenau          |
| Mr. O’Daniel                   | John McGiver   | Klaus Miedel           |
| Cass                           | Sylvia Miles   | Friedel Schuster       |
| Bedienung in Florida           | Joan Murphy    | Hallgerd Bruckhaus     |
| Cass’ Mann am Telefon (Stimme) | Waldo Salt     | Friedrich Schoenfelder |